# Grupa Kawalerii ppłk. Edwarda Wani
Grupa Kawalerii (pieszej) podpułkownika Edwarda Wani – oddział kawalerii Wojska Polskiego w II Rzeczypospolitej improwizowany w trakcie kampanii wrześniowej 1939 roku. Sformowany z jednostek II rzutu mobilizacyjnego Zgrupowania Ośrodków Zapasowych Kawalerii w rejonie Garwolina.

## Formowanie i zmiany organizacyjne
Po zakończeniu mobilizacji alarmowej przez jednostki Mazowieckiej i Pomorskiej Brygady Kawalerii i Centrum Wyszkolenia Kawalerii z Grudziądza, wszystkie nadwyżki mobilizacyjne w postaci kadry zawodowej, powołanych rezerwistów, koni oraz broni, wyposażenia i pozostałości magazynów mobilizacyjnych w dniach od 26 sierpnia do pierwszych dni września 1939 roku dyslokowano w większości transportem kolejowym do Garwolina i okolicznych wsi. Na miejscu poszczególni dowódcy pułkowych oddziałów zbierania nadwyżek i dowódcy ośrodków rozpoczęli prace organizacyjne mające na celu wystawienie szwadronów marszowych dla poszczególnych pułków oraz podjęto dalszy pobór rezerwistów, koni oraz środków transportu w postaci wozów konnych itp. Przygotowywano się też do podjęcia szkolenia i zgrywania pododdziałów. Dowództwo nad Zgrupowaniem Ośrodków Zapasowych objął były komendant Centrum Wyszkolenia Kawalerii – płk Tadeusz Komorowski. Ze względu na przerwanie frontu Armii „Łódź” i Armii „Kraków” przez niemieckie wojska szybkie, od 3 września 1939 roku utworzono Armię „Lublin”, w skład której włączono Zgrupowanie Ośrodków Zapasowych Kawalerii płk. Komorowskiego. Część utworzonych pododdziałów kawalerii 5 września i w dniach następnych wysłano do obrony przepraw na Wiśle pod Brzuminem, Maciejowicami i w Świdrach Małych. Z uwagi na sforsowanie od 9 września 1939 roku środkowej Wisły przez niemieckie jednostki, 9 i 10 września podjęto organizację jednostek bojowych II rzutu mobilizacyjnego z zasobów OZ Kawalerii oraz rozpoczęto ewakuację w kierunku południowo-wschodnim pozostałości OZ. W okresie od 7 do 12 września z zasobów OZ Mazowieckiej BK i CWKaw. w rejonie Garwolina zorganizowano warszawski pułk ułanów. Z zasobów OZ Pomorskiej BK i OZN 1 psk utworzonych w dniach 1 – 12 września, sformowano 13 września w rejonie Radzynia Podlaskiego Grupę Kawalerii byłego komendanta Szkoły Podchorążych Rezerwy Kawalerii ppłk. Edwarda Wani. Grupa ppłk. Wani (nazywana niekiedy oddziałem ppłk. Wani) weszła między innymi wraz z warszawskim pułkiem ułanów w skład Kombinowanej Brygady Kawalerii płk. Adama Zakrzewskiego byłego dowódcy Pomorskiej BK. Grupa kawalerii ppłk. Edwarda Wani liczyła ponad 1200 żołnierzy. Stanowiło to siłę 11 szwadronów pieszych i 2, a następnie 4 szwadronów konnych.

## Działania bojowe
13 września 1939 roku Grupa Kawalerii ppłk. Wani skoncentrowała się w rejonie Wohynia. Następnie z uwagi na zmianę podporządkowania Kombinowanej BK bezpośrednio dowódcy Frontu Północnego gen. dyw. Stefanowi Dębowi-Biernackiemu, grupa przemaszerowała po osi Parczew-Ostrów Polski-Zezulin, a 14/15 września do Łuszczowa na zachód od Łęcznej. 16/17 września marszem ubezpieczonym grupa dotarła do rejonu Pawłowa. Od 18 września grupa ppłk. Wani weszła w skład Grupy Operacyjnej gen. bryg. J. Kruszewskiego pozostając w Pawłowie. Tego dnia do Grupy wcielono taborytów po redukcji taborów Brygady Kawalerii płk. Zakrzewskiego. W trakcie II bitwy pod Tomaszowem Lubelskim grupa ppłk. Wani przydzielona została do 39 Dywizji Piechoty. Nocą 21/22 września przeszła z Horyszowa Polskiego do Cześnik z zadaniem wykonania natarcia w środku ugrupowania dywizji, trzema spieszonymi dywizjonami kawalerii, po obu stronach drogi Cześniki-Brudek oraz na wzgórze 256. Grupa rozpoczęła natarcie 22 września o godz. 10.30 ze wsparciem 81 dywizjonu artylerii lekkiej, po przejściu ok. 300 metrów utknęła w ogniu niemieckiej broni maszynowej i artylerii w pobliżu wsi Brudek. Kawaleria spieszona nie wykorzystała oskrzydlającego nieprzyjaciela natarcia batalionu I/95 pułku piechoty, który opanował Kolonię Wolica Śniatycka i przyległy lasek. Poniosła ciężkie straty tracąc wielu poległych i rannych, jednym z powodów niepowodzenia, było słabe wyposażenie dywizjonów grupy w broń maszynową. Ostatecznie natarcie dywizjonów spieszonej kawalerii zaległo o godz. 12.00. O godz. 16.00 wojska niemieckiego VII Korpusu Armijnego (27 i 68 DP) przeszły do kontrnatarcia atakując pozycje grupy kawalerii na wzg. 256, w oparciu o drogę Cześniki-Brudek oraz w lesie w rejonie gajówki. Kawalerzyści ppłk. Wani z uwagi na straty i słabe wyposażenie w broń zespołową wycofali się z linii obronnych odsłaniając zgrupowanie artylerii dywizyjnej, wspierającej ogniem natarcie całej 39 DP rez. Wieczorny kontratak polskiej piechoty odzyskał utracone stanowiska. Grupa kawalerii przeszła do odwodu. Dalsze walki i potyczki grupy kawalerii były prowadzone do 25 września. Tego dnia wieczorem w lasach w rejonie Zamościa, z uwagi na brak amunicji, wyczerpanie żołnierzy, brak zaopatrzenia, napór od strony wschodniej wojsk Armii Czerwonej oraz niskie stany osobowe, grupę kawalerii ppłk E. Wania rozwiązał. Część szwadronów i dywizjonów prowadziła jeszcze walki przez następne dni, aż do całkowitego rozwiązania pododdziałów.

## Żołnierze Grupy
- dowódca grupy – ppłk Edward Wania[9]
- zastępca dowódcy grupy – ppłk Jerzy Staniszewski[9]
- kwatermistrz – por. Bogdan Antoni Kiersnowski[9]
- adiutant grupy – por. rez. Połczyński[10]
- 1 pułk strzelców konnych spieszony – mjr Bohdan Budkowski (2, 3, 4 szwadron, szwadron ckm)[11]
- dywizjon bojowy konny 16 pułku ułanów – rtm. Czesław Dmochowski (6 plutonów konnych, 2 plutony kolarzy, pluton ckm)[12]
- dywizjon bojowy konny 2 pułku szwoleżerów – rtm. Stefan Krzyżanowski (szwadron konny, szwadron ckm)[13], rtm. dypl. Tadeusz Jerzy Góra[10]
- dywizjon bojowy konny 8 pułku strzelców konnych – rtm. Czesław Mrówczyński[13] (do 20 IX 1939), rtm. Sozyrko-Malsag (od 22 IX 1939)[10]
- szwadron konny 18 pułku ułanów – rtm. Henryk Odyniec-Dobrowolski[13]
- szwadron konny 1 pułku szwoleżerów – rtm. Jan Ciurlik-Nowiński[13] (od 20 IX 1939 w Grupie płk Koca)
- szwadron pieszy 1 pułku szwoleżerów – por. Antoni Lipkowski[13]
- szwadron konny 7 pułku ułanów – rtm. Ludwik Bernstein[13]
- pluton pionierów 11 szwadronu pionierów (Suwalskiej BK) – por. Jan Alfred Baranowski[9].